# Solarkraftwerk Noor Abu Dhabi
Das Solarkraftwerk Noor Abu Dhabi ist ein Photovoltaikkraftwerk im Emirat Abu Dhabi, Vereinigte Arabische Emirate, das sich ca. 4 km nordöstlich der Stadt Sweihan befindet.
Die Gebote für die Ausschreibung gingen im September 2016 ein. Mit dem Bau des Kraftwerks wurde im Mai 2017 begonnen; es nahm am 30. April 2019 den kommerziellen Betrieb auf. Das Kraftwerk wurde im geplanten Zeitrahmen errichtet, wobei das geplante Budget unterschritten wurde.

## Technische Daten
Die installierte Leistung des Kraftwerks liegt mit Stand März 2023 bei 1,177 (bzw. 1,2) GW. Im ersten Betriebsjahr wurden 1,934 Mrd. kWh und im zweiten Betriebsjahr 1,972 Mrd. kWh produziert; während der beiden Betriebsjahre war die Anlage zu 99,4 % online.
Das Kraftwerk besteht aus 3,2 (bzw. 3,3 oder 3,4) Mio. Solarmodulen, die eine Fläche von ca. 8 km² bedecken. Die Solarmodule wurden von JinkoSolar geliefert; sie werden durch 1400 Reinigungsroboter zwei Mal am Tag ohne Wasser gereinigt. Über die gesamte Fläche sind ca. 200 Stationen verteilt, die mit jeweils zwei (bzw. vier) Solarwechselrichtern (1 kV; Nennleistung 2,33 MW) ausgestattet sind.

## Eigentümer
Das Kraftwerk ist im Besitz der Sweihan PV Power Co. PJSC (SPPC). SPPC ist ein Joint Venture, an dem die Abu Dhabi National Energy Company (TAQA) mit 60 % sowie Marubeni und JinkoPower mit jeweils 20 % beteiligt sind.

## Sonstiges
Die Kosten für die Errichtung des Kraftwerks werden mit 870 Mio. USD (bzw. 3,2 Mrd. AED) angegeben. Der erzeugte Strom wird gemäß einem Power Purchase Agreement für 25 Jahre an die Emirates Water and Electricity Company (EWEC) verkauft. EWEC erwartet dadurch signifikante Einsparungen beim Verbrauch von Erdgas zur Stromerzeugung; die Schätzung für den Zeitraum von 2020 bis 2035 liegt bei einer Mrd. USD. Zum Zeitpunkt der Ausschreibung im September 2016 wurde eine Einspeisevergütung in Höhe von 0,08888 AED/kWh (bzw. 0,0242 oder 0,0294 USD/kWh) geboten.
Während der Bauzeit waren in der Spitze mehr als 2900 Personen auf der Baustelle beschäftigt.